# Jaimy Gordon
Jaimy Gordon (Baltimora, 4 luglio 1944) è una scrittrice statunitense.

## Biografia
Nata a Baltimora nel 1944, vive e lavora a Kalamazoo.
Laureata nel 1966 all'Antioch College, si è specializzata all'Università Brown dove ha conseguito anche il D.A. (Doctor of Arts) in scrittura creativa.
Ha esordito nel 1974 e da allora ha pubblicato altre otto opere tra romanzi, novelle e raccolte di liriche.
Nel 2010 è stata insignita del National Book Award per L'ultimo giorno di gloria, romanzo ambientato nel mondo delle corse di cavalli degli anni '70 che vede protagonista il nuovo arrivato Tommy Hansel che cerca con la fidanzata Maggie di farsi strada tra scommesse, raggiri e loschi personaggi.
Ha insegnato per più di trent'anni tecniche di scrittura alla Western Michigan University.

## Opere

### Romanzi
- Shamp of the City-Solo (1974)
- The Rose of the West (1976)
- Private T. Pigeon's Tale (1979)
- She Drove Without Stopping (1990)
- Bogeywoman (1999)
- L'ultimo giorno di gloria (Lord of Misrule, 2010), Roma, Fazi, 2011 ISBN 978-88-6411-282-4.

### Novelle
- Circumspections from an Equestrian Statue (1979)

### Poesie
- The Bend, The Lip, The Kid (1978)

## Premi e riconoscimenti
- National Book Award per la narrativa: 2010 vincitrice con L'ultimo giorno di gloria[7]
- Michigan Author Award: 2019 alla carriera[8]